# Il tempo cura
Il tempo cura è un singolo del rapper italiano Tony Boy, pubblicato il 23 agosto 2024 come terzo estratto dal terzo mixtape Going Hard 3.

## Tracce
1. Il tempo cura – 2:33

## Classifiche
| Classifica (2024) | Posizione massima |
| ----------------- | ----------------- |
| Italia            | 18                |